# Hostrup Sogn (Esbjerg Kommune)
 For alternative betydninger, se Hostrup Sogn. (Se også artikler, som begynder med Hostrup Sogn)
Hostrup Sogn er et sogn i Skads Provsti (Ribe Stift).
I 1800-tallet var Hostrup Sogn anneks til Alslev Sogn. Begge sogne hørte til Skast Herred i Ribe Amt. De dannede i 1842 Alslev-Hostrup sognekommune. Ved kommunalreformen i 1970 blev den delt, så Alslev blev indlemmet i Varde Kommune og Hostrup blev indlemmet i Esbjerg Kommune.
I Hostrup Sogn ligger Hostrup Kirke.
I sognet findes følgende autoriserede stednavne:
- Bavnehøj (areal)
- Bulbjerg (areal)
- Hjejlund (bebyggelse)
- Hoffmanns Plantage (areal)
- Hostrup (bebyggelse, ejerlav)
- Hostrup Bæk (vandareal)
- Kokspang (bebyggelse, ejerlav)
- Kokspang Gårde (bebyggelse, ejerlav)
- Kravnsø (bebyggelse, ejerlav)
- Kravnsø Enge (areal)
- Marbæk (bebyggelse)
- Myrtue (bebyggelse, ejerlav)
- Orrehøj (areal)
- Sjælborg (bebyggelse, ejerlav)
- Skankelbanke (areal)
- Sønderhede (bebyggelse)
- Tarphage (bebyggelse)
- Træden (bebyggelse)